# Ein Uhr nachts
Ein Uhr nachts (Originaltitel One A.M.) ist ein US-amerikanischer Film, den Charles Chaplin 1916 für die Mutual Co. drehte. Das Drehbuch schrieb Chaplin zusammen mit Vincent Bryan und Maverick Terrell. Er besorgte auch den Schnitt. Von dem kurzen Auftritt mit Albert Austin als Taxichauffeur abgesehen, bewältigte Chaplin diesen Film als Solist. “One A.M.” war Chaplins vierter Film bei der Mutual Co. Er kam am 7. August 1916 in die amerikanischen Kinos.

## Handlung
In Lebemann-Aufmachung mit Frack, Cape und Zylinder kommt ein junger Mann mit dem Taxi nach einer ausgiebigen Zechtour spät nachts vor seinem Hause an. Beim Aussteigen kämpft er mit der Wagentür und dann beim Bezahlen mit dem Chauffeur. Auf dem Weg zur Haustür glaubt er, seinen Hausschlüssel vergessen zu haben und schickt sich daher an, durchs Fenster einzusteigen. Dabei steigt er in ein Goldfischglas, das unter dem Fenster steht, und kommt beinahe zu Fall, als der Teppich unter ihm wegrutscht. Als er sein Gleichgewicht wiedererlangt hat, durchsucht er seine Hosentaschen und merkt, dass er den Schlüssel doch gehabt hat. Er geht wieder zurück zum Fenster, steigt hinaus und kommt durch die Haustür wieder herein.
Im Haus erweisen sich die Möbel und andere unbelebte Gegenstände für den Betrunkenen als nahezu unüberwindliche Hindernisse. Auf rutschenden Teppichen ringt er um sein Gleichgewicht und glaubt, auf Rollschuhen zu stehen. Er stürzt und landet zwischen einem Tigerfell und einem ausgestopften Luchs, vor denen er erschrickt, weil er sie für lebendig hält.
Er geht hinüber zum Tisch und versucht, sich ein Glas einzuschenken, aber zuerst dreht er die Tischplatte im Kreise herum und dann schafft er es nicht, die Flüssigkeit ins Glas zu bekommen. Dann versucht er vergeblich, sich eine Zigarette anzuzünden, schließlich will er die Treppe hinauf steigen, die in sein Schlafzimmer führt. Mehrmals verfehlt er die Treppe; auch eine große Kuckucksuhr, die oben am Ende der Treppe steht, bereitet Schwierigkeiten. Seine Versuche, die Treppe zu erklimmen, werden immer einfallsreicher, ja er benutzt sogar eine Bergsteigerausrüstung dazu.
Als er schließlich doch in seinem Schlafzimmer ankommt, kämpft er mit dem Klappbett, bis er es kaputtgemacht hat. Er gibt den Gedanken, in seinem Bette zu nächtigen, auf und geht ins Badezimmer. Dort steigt er in die Dusche, die er versehentlich aufdreht. Durchnäßt legt er sich in die Badewanne und schläft unter einem Handtuch ein.

## Hintergrund
Charles Chaplin hatte sich während seiner Zeit bei der Produktionsfirma Essanay zu einem echten Kinostar entwickelt. Die Konkurrenzfirma Mutual Co. warb ihn für eine damals stolze Summe ab. Bei ihr konnte Chaplin aufgrund guter Arbeitsbedingungen seinen Ruf als Star weiter ausbauen; zwölf Kurzfilme sollte er für die Mutual Co. drehen.
One A.M. entstand im Lone Star Studio in Hollywood und wurde in Amerika durch die Mutual Co. vertrieben. Die Photographen waren William C. Foster und Roland Totheroh. Die Ausstattung besorgten der Requisiteur George Cleethorpe und der Szenarist E.T. Mazy. Technischer Leiter war Ed Brewer.
Im Jahre 1932 kaufte Amedee van Beuren von den Van Beuren Studios die Mutual-Komödien Chaplins auf. Er unterlegte sie mit Musik von Gene Rodemich und Winston Sharples, fügte Geräuscheffekte hinzu und vertrieb sie als Tonfilme über die RKO Radio Pictures, ohne dass Chaplin rechtlich dagegen etwas unternehmen konnte.

## Rezeption
Nach Deutschland kam dieser Kurzfilm Chaplins, wie auch seine anderen Mutual-Komödien, erst nach dem Ersten Weltkrieg.
Unter den Filmen bei der Mutual-Gesellschaft befanden sich mehrere Meisterwerke: „Ein Uhr morgens“[sic], „Der Vagabund“, „Das Pfandhaus“, „Hinter der Leinwand“ u. a. (R. Payne).
Ein Uhr nachts, Chaplins vierter Film seiner Serie für die Mutual-Company, wurde am 7. August 1916 uraufgeführt. Berühmt geworden ist dieser Film durch die Eingangssequenz mit dem Taxifahrer, gespielt von Albert Austin und durch die glänzende Solonummer als Betrunkener – ein absoluter Höhepunkt in Chaplins Komik." (Filmkommunikation Thüringen).
“The arrangements and objects reflect one’s habits and projects. Thus the basic joke in “One A.M.” centers on the way that Charlie acts estranged from his own house and possessions. He is not merely clumsy and so comic because drunk; he also appears comically absent-minded in a Bergsonian sense, lost in his own place and at odds with the physical objects he encounters in it, even though these objects are his possessions and their arrangement is ostensibly his.”
(Lawrence Howe et al., S. 4)
"Wien – Mit der Frage, „wie die Dinge aussehen mögen, wenn wir sie gerade nicht ansehen“, hat sich der kürzlich verstorbene Literaturnobelpreisträger José Saramago von Kindheit an und schließlich auch in einem seiner letzten Tagebucheinträge beschäftigt. Überrumpeln und in einem „unbeobachteten“ Moment überraschen konnte er die Dinge zu seinem Leidwesen nie. Aber er hat ihnen auch im hohen Alter unbeirrt ein Eigenleben unterstellt. Charlie Chaplin jedenfalls macht in One A.M. konkrete Erfahrungen mit seinem Hausrat. In der Slapstickkomödie aus dem Jahr 1916 kämpft er spät nachts gegen Tür, Bett und Teppich sowie ausgestopfte Wildkatzen. Der Film stimmt neben den bereits 1908 entstandenen Streifen „Hotel Elettrico“ und „Fantasmagorie“ auf eine aus den Fugen geratene menschliche Ordnung ein, der man bei den Designobjekten von ak7 mitunter auch begegnet." (Ivona Jelcic, Das geheime Leben der Frisierkommode, in: Tiroler Tageszeitung, 12. Oktober 2010)
“Above all this film demonstrates the comic butt who not only has rendered himself impaired due to drinking, but who repeatedly makes situations worse with his clumsy choice of actions as he tries to execute simple tasks such as lighting a cigarette or walking up the stairs...” (Lawrence Howe et al., S. 10)
“Falling is a main motif in ‘One A.M.’, more so than in any other Chaplin film. He falls no fewer than thirty-six times, well over once per minute. Undoubtedly this is the “technical virtuosity” Chaplin refers to, and it is impressive. Indeed, it’s hard to see how he manages to do some of these falls without injury. Each is slightly different from the others, carefully motivated by his action, and they built to an amazing series of falls down the twin staircases.” (D. Kamin S. 44)
Chaplin selbst bezeichnete ‘One A.M.’ als “a pure exercise in mime and technical virtuosity with no plot or secondary characters” (Kamin S. 41).
“Silent film comedy, with its childlike love of the illogical, the destructive and the anti-social, seems to suggest a form of comic revolt against the mechanisation and the uniformity of the machine age, but ... a new consumer culture sought simultaneously to tame and contain these energies, redirecting them in the service of a newly emergent mass culture.” (Klappentext zu Alan Bilton: Silent Film Comedy and American Culture, 2013)

## Wiederaufführung
One A.M. wurde in Wien neben den Filmen „Hotel Elettrico“ und „Fantasmagorie“ auf der Ausstellung The Art of Design zitiert, die vom 2. Oktober bis 21. November 2010 im »freiraum quartier21 INTERNATIONAL, MuseumsQuartier Wien« von der Tiroler Künstlergruppe ak7 - Contemporary Design by Contemporary Artists gezeigt wurde.
Der Kulturkanal Arte zeigte One A.M. am 23. Dezember 2013 im Deutschen Fernsehen mit musikalischer Begleitung durch Carl Davis als Auftakt einer Charlie Chaplin-Reihe.
Mehrere Verlage haben One A.M. inzwischen auf DVD in den Handel gebracht.